# Domingo Scorpione
Domingo Scorpione, en italiano: Domenico Scorpione, (Rossano, c. 1641-¿?, c. 1709) fue un compositor y tratadista italiano.

## Vida
Nació en Rossano, un pequeño municipio al sur de Italia, en Calabria, hacia 1641. Se desconoce cuáles fueron las circunstancias de su nacimiento o su familia. Es de suponer que se educó en el convento franciscano local, donde se documenta su presencia en 1670.
En 1671 o 1672 tomó las órdenes menores en la orden de San Francisco, donde sucedió a Francesco Passarini como maestro de capilla en el Convento de San Francisco de Bolonia. Allí el impresor Giacomo Monti publicó dos obras suyas: Sacra modulamina (1672), con motetes y letanías a dos y tres voces con bajo continuo, y Compieta da capella (1672), con letanías a cinco voces con bajo continuo. En 1673 el impresor Marino Silvani dedicó a Scorpione una impresión de salmos a 5 voces de Giacomo Gastoldi. En Bolonia también ejerció de maestro de capilla en los capítulos provinciales celebrados en 1672 y 1673.
De Bolonia pasó a Roma, donde fue nombrado maestro de capilla de la Basílica de los Santos XII Apóstoles el 11 de abril de 1674. En Roma publicó Mottetti a 2, 3 e 4 voci con una Messa concertata (1675), dedicado a Olimpia Aldobrandini, princesa de Rossano.
Tras la partida del maestro Paolo Lorenzani a París en la primavera de 1678, siguiendo a su mecenas, el Duque de Vivonne, el magisterio de la Catedral de Mesina quedó vacante. Es de suponer que Scorpione ocuparía el cargo poco después, con un salario de 200 onzas. Las primeras noticias efectivas de su estancia en Mesina son de 1680, cuando aparece en la lista de empleados de la catedral. Durante su magisterio consiguió ampliar la capilla de música con un nuevo bajo, un violín, una viola y un trombón. Durante su estancia en Mesina se estrenó su ópera Giulio Cesare in Egitto [Julio César en Egipto], con libreto de Giacomo Francesco Bussani, con acompañamiento de los cantantes de la catedral. La partitura se ha perdido, por lo que no se sabe si la obra posterior compuesta por Antonio Sartorio posee alguna relación.
En 1682 dejó el magisterio, que sería ocupado por otro calabrés, Michelangelo Falvetti. Scorpione pasaría a ejercer el magisterio de la Catedral de Tropea, también en Calabria, cargo con el que aparece en la portada de su Armonia sacra a due e tre voci (Nápoles, 1691), dedicado al arzobispo local Francisco de Figueroa. Sin embargo, en 1685 ya se le localiza como guardián en el convento de San Francisco en su ciudad natal de Rossano. En Tropea educaría a al futuro maestro Girolamo Ruffa.
Posteriormente publicaría Graduali per tutte le domeniche minori dell’anno a due voci, op. I, 1700; Salve a solo et a due [...] e Litanie della B. Vergine a tre (Nápoles, 1700) dedicado a Pedro Hurtado de Mendoza, el gobernador de la ciudad. En 1702 ya se encontraba en Benevento como maestro de capilla del seminario episcopal, lo que viene documentado en la portada de su Istruzioni corali (Benevento, 1702). En 1703 aparece de nuevo en la Basílica de los Santos Apóstoles, desde donde partió en septiembre de 1703 a la capilla de música de la Basílica de San Francisco de Asís, donde está documentado hasta el 13 de octubre de 1707. El 13 de noviembre de 1708 se le documenta como maestro de capilla de la Catedral de Martirano. Según Giuseppe Ottavio Pitoni, fallecería hacia 1708 o 1709.

## Obra
Dejó las siguientes composiciones: Sacra modulamine una cum litaniae SMV, a 2 y 3 voces (Bolonia, 1675); Compieta da capilla con le quattro Antifone et le litanie della B. V. M., a 5 voces (Roma, 1675); Motteti a 2, 3, 4 voces con una Mesa concertata a 5 voci, (Roma, 1675).
Además escribió el tratado Rifflessioni armoniche, (Nápoles, 1701), en dos volúmenes. El primer volumen trata «trata del estado de la música en todas las épocas del mundo» y el segundo «indica la forma de componer bien». Su Istruzioni corali (Benevento, 1702) completaría sus escritos teóricos.